# Віковий дуб-1 (Первомайськ)
Віковий дуб-1 — ботанічна пам'ятка природи місцевого значення в місті Золоте, підпорядковане Первомайській міській раді. Загальна площа — 0,01 га.
Ботанічна пам'ятка отримала статус згідно з рішенням виконкому Ворошиловградської обласної Ради народних депутатів № 402 від 7 грудня 1971 року, рішенням виконкому Ворошиловградської обласної ради № 251 від 1 серпня 1972 року (в.ч.), рішенням виконкому Ворошиловградської обласної Ради народних депутатів № 247 від 28 червня 1984 року.
Пам'ятка природи являє собою дуб-велетень віком близько 200 років. Висота дерева — 8 м, діаметр стовбура — 115 см. Крона дерева досягає 20 м у діаметрі.